# IJssel
IJssel ([ˈɛɪ̯səl] in olandese), talvolta chiamato Gelderse IJssel [ˈxɛldɛrsə ˈɛɪ̯səl] ("IJssel della Gheldria") per distinguerlo dall'Hollandse IJssel [ˈhɔlɑntsə ˈɛɪ̯səl] nell'ovest del paese, è un ramo del Reno che attraversa le province olandesi della Gheldria e dell'Overijssel. Il suo corso parte da Westervoort, a est di Arnhem, per gettarsi, attraverso il Ketelmeer, nell'IJsselmeer ("Lago IJssel", noto fino al 1932 con la costruzione della Afsluitdijk come Zuiderzee, golfo del Mare del Nord).
Il fiume è uno dei tre rami principali in cui si divide il Reno, dopo aver attraversato la frontiera tra Germania e Paesi Bassi, insieme al Nederrijn e al Waal.
Anticamente indicato dai Romani con il nome Isala (o Sala), da esso prende il nome l'antica tribù dei Franchi Salii.